# Сегозерский район
Сегозерский район — административно-территориальная единица в составе Карельской АССР и Карело-Финской ССР, существовавшая в 1927—1956 годах. Центром района было село Паданы.
Сегозерский район был образован в 1927 году в составе Карельской АССР. В состав района из упразднённого Паданского уезда вошли Сегозерская волость полностью, а также деревни Кузнаволок Ругозерской волости и Пиенинги-Озеро Ребольской
волости.
В 1930 году из Сегозерского района в Медвежьегорский район был передан Масельгский с/с за исключением деревни Великая-Губа. Из Медвежьегорского района в Сегозерский была передана деревня Саезеро. Район стал включать 5 с/с: Карельско-Масельгский, Лазаревский, Паданский, Селецкий и Сяргозерский.
По данным переписи 1939 года в Сегозерском районе проживало 8750 чел., в том числе 62,5 % — карелы, 28,0 % — русские, 2,6 % — белорусы, 1,9 % — финны, 1,3 % — украинцы, 1,2 % — мордва.
С 15 августа 1952 по 23 апреля 1953 года район входил в состав Сегежского округа.
26 марта 1956 года Сегозерский район был упразднён, а его территория передана в Медвежьегорский район.